# Kahedżet
Kahedżet – domniemany władca starożytnego Egiptu z III dynastii
Jego imię zostało zapisane na steli, na której w reliefie został przedstawiony ten władca z bogiem Horusem. Przeważa obecnie pogląd (Vandier, Swelim), że Kahedżet to imię horusowe Huniego. Niemniej w niektórych chronologiach władców Egiptu Kahedżet występuje jako samodzielny władca, ostatni z III dynastii (Schneider).